# Le Bez
Le Bez is een gemeente in het Franse departement Tarn (regio Occitanie) en telt 716 inwoners (1999). De plaats maakt deel uit van het arrondissement Castres.

## Geografie
De oppervlakte van Le Bez bedraagt 32,7 km², de bevolkingsdichtheid is 21,9 inwoners per km².

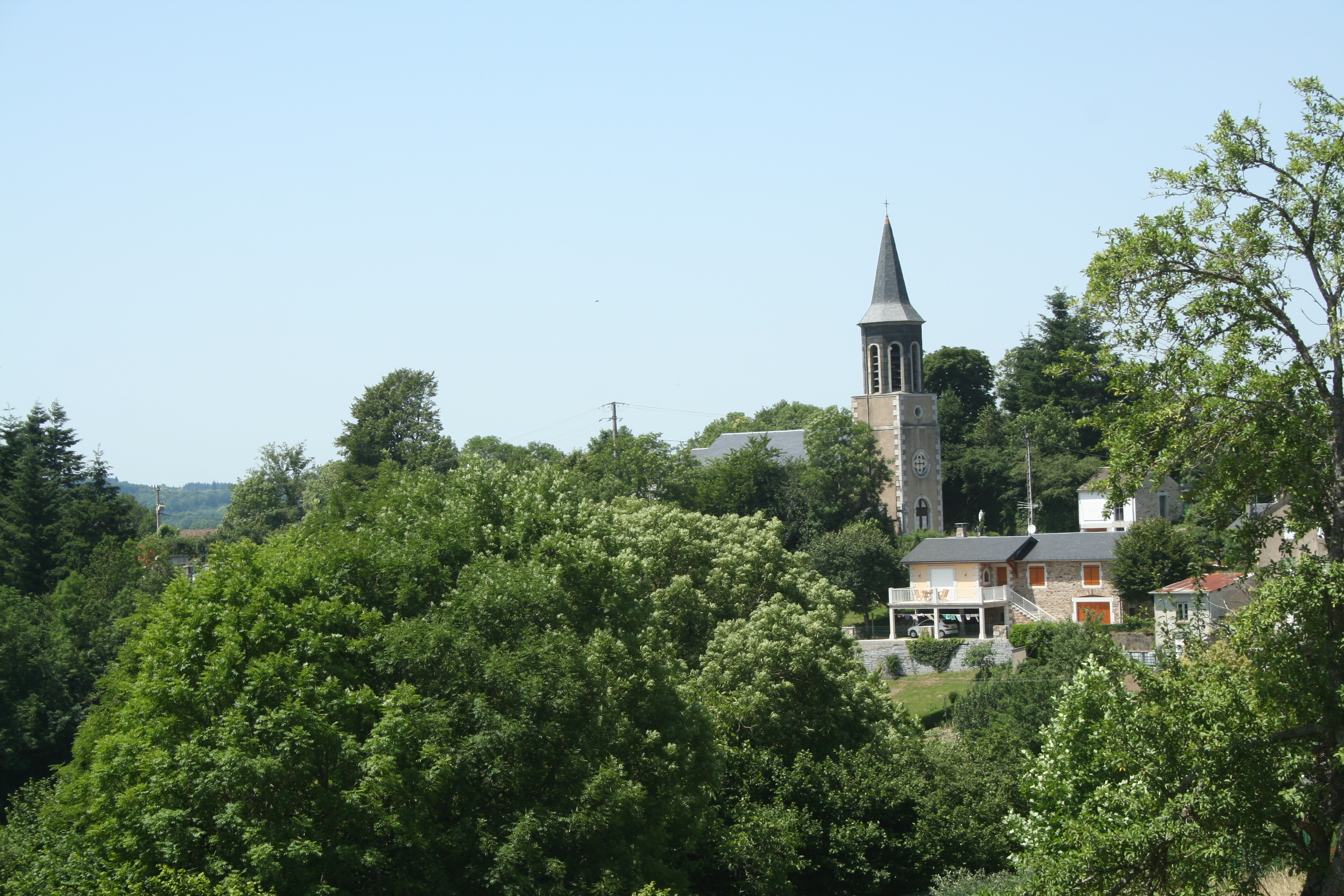
Kerkgebouw

De onderstaande kaart toont de ligging van Le Bez met de belangrijkste infrastructuur en aangrenzende gemeenten.

## Demografie
Onderstaande figuur toont het verloop van het inwonertal (bron: INSEE-tellingen).